# Aulagromyza trivittata
Aulagromyza trivittata är en tvåvingeart som först beskrevs av Friedrich Hermann Loew 1873.  Aulagromyza trivittata ingår i släktet Aulagromyza och familjen minerarflugor.
Artens utbredningsområde är Rumänien. Arten är reproducerande i Sverige. Inga underarter finns listade i Catalogue of Life.